# جولي هارت بيرز
جولي هارت بيرز كيمبسون (بالإنجليزية: Julie Hart Beers) (1835 – 13 أغسطس 1913)، هي رسامة أمريكية متخصصة في المناظر الطبيعية، ارتبطت بكل من مدرسة نهر هدسون ومدرسة الجبال البيضاء للفنون. تُعد من بين القلائل من النساء المحترفات اللواتي حققن نجاحًا تجاريًا في مجال رسم المناظر الطبيعية في عصرها.